# Polyaulon paradoxus
Polyaulon paradoxus là một loài tò vò trong họ Ichneumonidae.